# Eluvaitivu
Eluvaitivu är en ö i Sri Lanka.   Den ligger i provinsen Nordprovinsen, i den norra delen av landet, 300 km norr om huvudstaden Colombo. Arean är 1,8 kvadratkilometer.
Terrängen på Eluvaitivu är mycket platt. Öns högsta punkt är 14 meter över havet. Den sträcker sig 3,4 kilometer i nord-sydlig riktning, och 0,8 kilometer i öst-västlig riktning.